# R. Martin Klein
Robert Mark Klein (né le 1er octobre 1947 à Stamford, dans le Connecticut , aux États-Unis) est un acteur et producteur américain.